# Демчук Галина Костянтинівна
Демчук Галина Костянтинівна (* 11 квітня 1947, с. Гонтівка, Вінницька область) — українська акторка. Членкиня Національної спілки кінематографістів України.

## Життєпис
Народилася в родині службовця. Закінчила акторський факультет Київського державного інституту театрального мистецтва ім. І. Карпенка-Карого (1971).
З 1971 р. — акторка Київської кіностудії ім. Олександра Довженка.
З 1993 року живе в місті Торонто (Канада). Працює на місцевому українському радіо Song of Ukraine.

## Фільмографія
Акторські кінороботи:
- «Вулиця тринадцяти тополь» (1969)
- «Лиха доля» (1969, т/ф)
- «Золоті литаври» (1971, Оксана)
- «Зозуля з дипломом» (1971)
- «Жодного дня без пригод» (1971)
- «Коли людина посміхнулась» (1973)
- «Абітурієнтка» (1973)
- «Мріяти і жити» (1974)
- «Канат альпіністів» (Наталка)
- «Гуси-лебеді летять» (1974, мати)
- «Прості турботи» (1975)
- «Канал» (1975)
- «Щедрий вечір» (1976, мати)
- «Пам'ять землі» (1976, Мила)
- «Ати-бати, йшли солдати...» (1976)
- «Право на любов» (1977)
- «Женці» (1979, секретарка парткому)
- «Житіє святих сестер» (1982, Устина)
- «Жінки жартують серйозно» (1981)
- «Осіння дорога до мами» (1981, Галя)
- «Климко» (1983, епізод)
- «Чорна Долина» (1990)
- «По-модньому» (1992) та ін.